# Kazım Yıldırım
Kazım Yıldırım (ur. 2 czerwca 1948) – turecki zapaśnik walczący w stylu wolnym. Olimpijczyk z Monachium 1972, gdzie odpadł w eliminacjach w kategorii do 57 kg.
Zajął szóste miejsce na mistrzostwach Europy w 1975 roku